# Marcella Mesker
Marcella Mesker (* 23. Mai 1959 in Den Haag) ist eine ehemalige niederländische Tennisspielerin.

## Karriere
Mesker wurde 1981 Profispielerin. Ihre höchste Weltranglistenplatzierung erreichte sie mit Rang 31. Beim WTA-Turnier in Pittsburgh gewann sie 1984 die Doppelkonkurrenz.
Ihren letzten Auftritt auf der Damentour hatte sie 1988 bei den US Open, wo sie ihre Erstrundenpartie im Doppel an der Seite von Landsfrau Ingelise Driehuis gegen Steffi Graf und Gabriela Sabatini aufgeben musste.
Von 1979 bis 1987 bestritt Mesker für die Niederlande 43 Partien im Federation Cup, von denen sie 25 gewinnen konnte.
Heute arbeitet Mesker als Kommentatorin beim niederländischen Fernsehsender NOS. Daneben ist sie Inhaberin einer Firma, die sich um die Organisation verschiedener Tennisereignisse kümmert, darunter die des ATP-Challenger-Turniers in Scheveningen, sowie um Lesungen und Firmenveranstaltungen.

## Turniersiege

### Einzel
| Nr. | Datum        | Turnier       | Kategorie | Belag           | Finalgegnerin | Ergebnis      |
| --- | ------------ | ------------- | --------- | --------------- | ------------- | ------------- |
| 1.  | 2. März 1986 | Oklahoma City | WTA       | Teppich (Halle) | Lori McNeil   | 6:4, 4:6, 6:3 |